# ストロベリー・パス
ストロベリー・パスは、1970年に結成した日本のプログレッシブ・ロックバンド。

## メンバー
| 名前                        | 誕生日                                  | 出身地                   | 活動期間           | 備考            |
| --------------------------- | --------------------------------------- | ------------------------ | ------------------ | --------------- |
| 成毛しげる（なるも しげる） | 1947年1月29日 - 2007年3月29日（60歳没） | ギター キーボード ベース | 東京都             | 現・成毛滋      |
| つのだ・ひろ                | 1949年8月1日（75歳）                    | ドラム ボーカル          | 福島県東白川郡塙町 | 現・つのだ☆ひろ |

## 来歴
ザ・フィンガーズのギタリストとして活動していた成毛滋が、フード・ブレイン脱退直後のつのだ・ひろ（現・つのだ☆ひろ）と結成。成毛がギターを弾きながらキーボードとベースを演奏し、角田がドラムとボーカルを担当した。
もともとは、横浜で活動していたブルースバンドパワー・ハウスのメンバーだった柳ジョージが、ベースとして加わっていたジプシー・アイズというスリーピースだったが、イベントの主催者側から出演を拒否されていたことや柳自身の活動が多忙を極めた事から、自然に成毛とつのだのコンビ編成になり、ライブもほとんど二人でのパフォーマンスとなった。
1971年に、唯一のアルバム『大烏が地球にやってきた日』をリリース。のちにつのだの代表作となる楽曲「メリー・ジェーン」が収録された最初の作品である。
その後、当時高校生であった高中正義をベースに迎えてフライド・エッグへと発展しそのまま自然解消となった。

## ディスコグラフィ

### アルバム

#### オリジナルアルバム
|                        | 発売日                 | タイトル                 | 規格                   | 規格品番               |
| フィリップス・レコード | フィリップス・レコード | フィリップス・レコード   | フィリップス・レコード | フィリップス・レコード |
| ---------------------- | ---------------------- | ------------------------ | ---------------------- | ---------------------- |
| 1st                    | 1971年6月25日          | 大烏が地球にやってきた日 | LP                     | FX-8516                |